# Nothing but a Heartache
«Nothing but a Heartache» (en español: «Nada sino un dolor del corazón») es el tercer sencillo del álbum Big Fun de la cantante alemana C.C. Catch. La canción fue compuesta, arreglada y producida por el alemán Dieter Bohlen.

## Sencillos
7" sencillo Hansa 112 032, 1988
1. «Nothing But A Heartache» 	3:03
2. «Little By Little» 	2:58

12" Maxisencillo Hansa 612 032, 1989
1. «Nothing But A Heartache» 	5:06
2. «Heartbeat City» (Maxi Mix) 	4:52
3. «Little By Little» 	2:58

CD sencillo Hansa 662 032, 1989
1. «Nothing But A Heartache» (Long Version)	5:07
2. «Little By Little»	3:08
3. «Heartbeat City» (Maxi Mix)	4:56
4. «Nothing But A Heartache» (Radio Mix)	2:59

## Posicionamiento
| Listas (1989) | Máxima posición |
| ------------- | --------------- |
| Alemania      | 39              |

## Créditos
- Letra y música - Dieter Bohlen
- Arreglos - Dieter Bohlen
- Producción - Dieter Bohlen
- Coproducción - Luis Rodríguez
- Diseño - Ariola Studios
- Fotografía - Martin Becker
- Distribución - RCA/Ariola